# April 1981
Portal Geschichte | Portal Biografien | Aktuelle Ereignisse | Jahreskalender | Tagesartikel

◄ |
19. Jahrhundert |
20. Jahrhundert
| 21. Jahrhundert

◄ |
1950er |
1960er |
1970er |
1980er
| 1990er | 2000er | 2010er | ►

◄ |
1977 |
1978 |
1979 |
1980 |
1981
| 1982 | 1983 | 1984 | 1985 | ►

◄ |
Januar 1981 |
Februar 1981 |
März 1981 |
April 1981 |
Mai 1981 |
Juni 1981 |
Juli 1981 |
►
Dieser Artikel behandelt aktuelle Nachrichten und Ereignisse im April 1981.

## Tagesgeschehen

### Donnerstag, 2. April 1981
- Vereinigte Staaten: Der Kinofilm Christiane F. – Wir Kinder vom Bahnhof Zoo nach der Autobiographie von Christiane Felscherinow wird uraufgeführt. Im Film, der das Leben von minderjährigen Heroinabhängigen schildert, hat der Sänger David Bowie einen Cameo-Auftritt, in dessen Augen das Berlin der 1970er Jahre die „Welthauptstadt des Heroins“ war.[1]

### Freitag, 3. April 1981

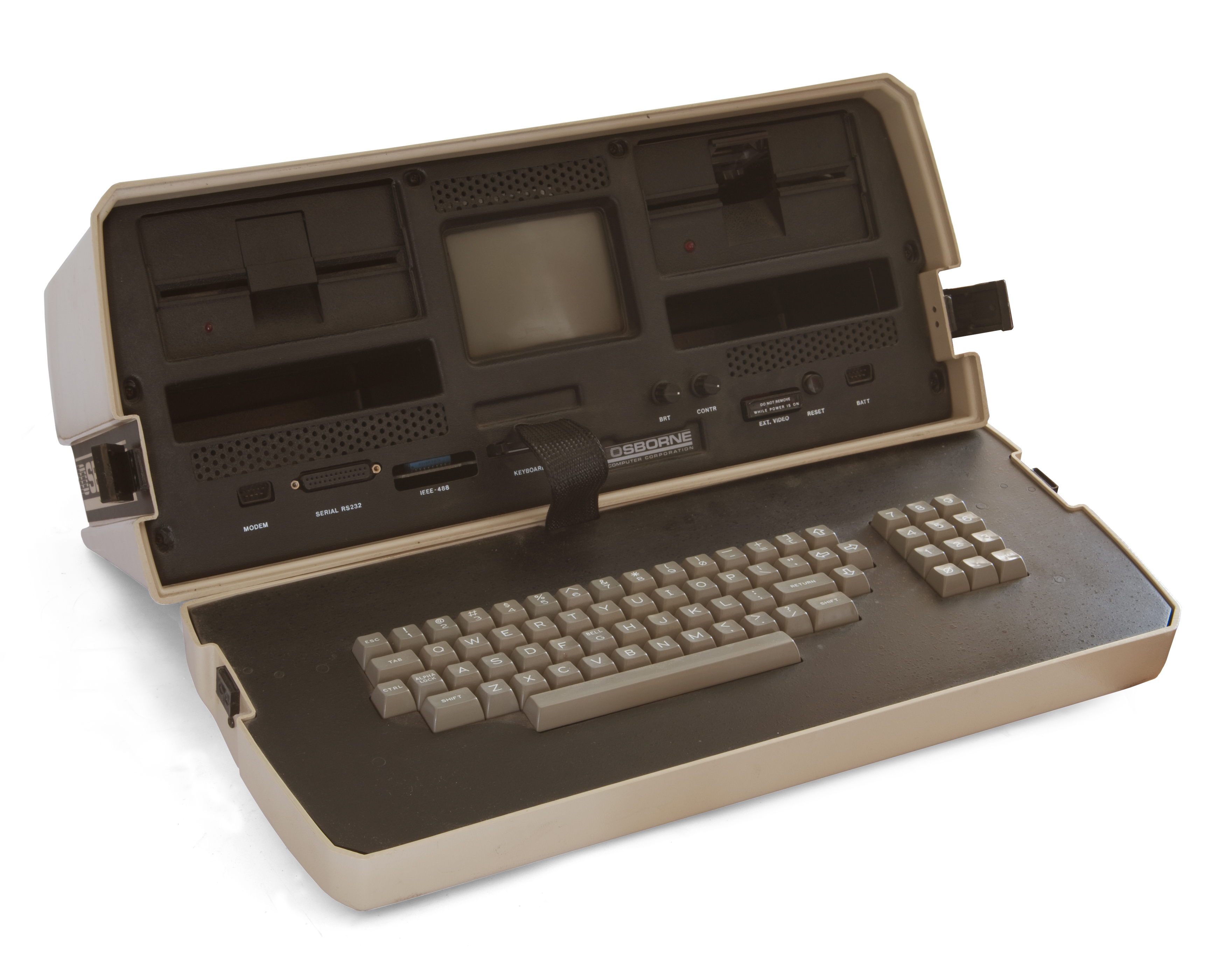
Osborne 1

- San Francisco/Vereinigte Staaten: Die Osborne Computer Corporation stellt auf der West Coast Computer Faire den ersten tragbaren Computer der Welt vor. Der Osborne 1 wiegt 11 kg und hat ein Random-Access Memory (deutsch Direktzugriffsspeicher) mit 64 Kilobyte als Arbeitsspeicher.[2]

### Samstag, 4. April 1981
- Dublin/Irland: Die Musik-Formation Bucks Fizz gewinnt im Simmonscourt Pavilion der Royal Dublin Society für das Vereinigte Königreich das Finale im 26. Grand Prix Eurovision de la Chanson.[3]

### Sonntag, 5. April 1981
- Bern/Schweiz: Bei einer Volksabstimmung über eine Initiative für offenere Politik gegenüber erwerbswilligen Immigranten votieren nur 16,2 % der Stimmberechtigten für deren Annahme. Die Initiatoren kamen ihren Kritikern insofern entgegen, dass die Zahl der Einreisebewilligungen für Nicht-Schweizer, die in der Eidgenossenschaft eine Arbeit aufnehmen wollen, an die Vorjahreszahl der dauerhaft ausreisenden erwerbstätigen Nicht-Schweizer gekoppelt werden sollte. Im Vorfeld der Abstimmung stellte sich die Bundesversammlung entschieden gegen die Initiative.[4]

### Montag, 6. April 1981
- London/Vereinigtes Königreich: Exilanten des Isaaq-Clans aus dem ostafrikanischen Somaliland gründen die Somalische Nationale Bewegung, deren Ziel die Unabhängigkeit Somalilands vom Staat Somalia ist.[5]

### Mittwoch, 8. April 1981

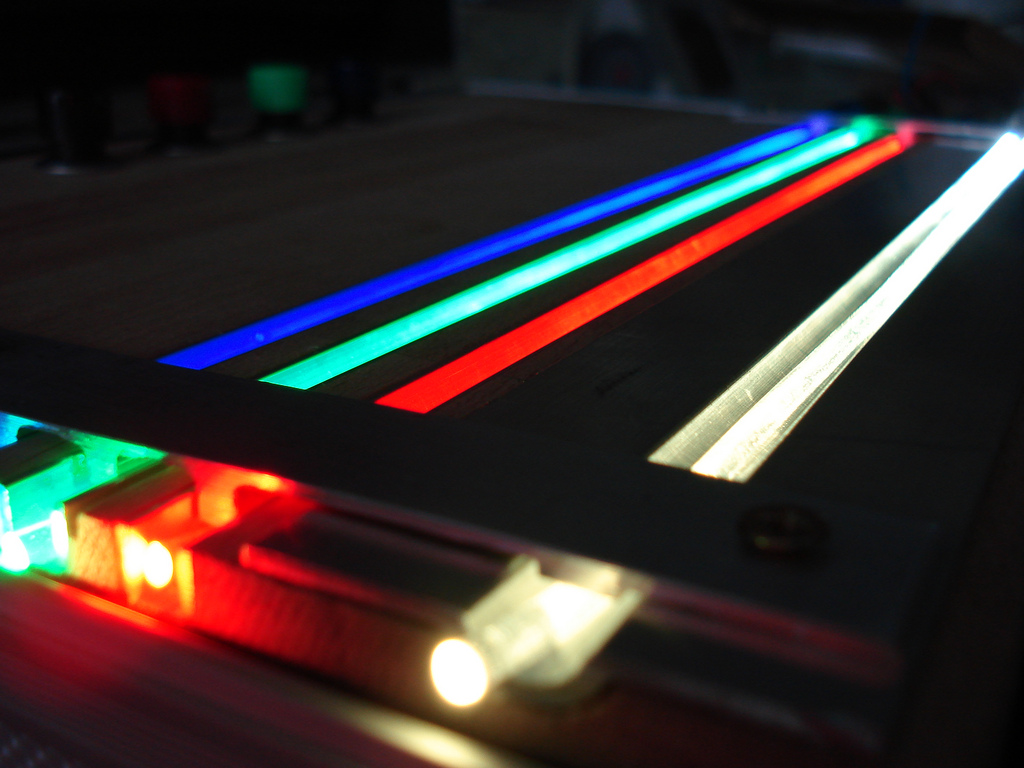
Polymere optische Fasern (Lichtwellenleiter)

- Bonn/Deutschland: Das sozialliberale Bundeskabinett beschließt, dass alle Teilnehmeranschlussleitungen der Deutschen Bundespost durch Lichtwellenleiter ersetzt werden. Dieser Leitungstyp transportiert Nachrichten über Licht und damit wesentlich schneller als herkömmliche elektrische Leitungen, die sie in Form elektrischer Impulse übermitteln.[6]

### Donnerstag, 9. April 1981
- Potsdam/Deutschland: Das Filmmuseum der DDR mit angeschlossenem Kino wird im Marstall des Stadtschlosses eröffnet.[7]

### Samstag, 11. April 1981
- London/Vereinigtes Königreich: Mitglieder der schwarzen Bevölkerung starten nach Gerüchten über brutale Handlungen von Polizeibeamten an einem Schwarzen am Vortag öffentlichen Krawall in der südlichen Innenstadt, an dem wenig später circa 5.000 Personen beteiligt sind. Eine Ursache der so genannten „Brixton Riots“ sind Rassismusvorwürfe gegen die Polizei, die aktuell in der Gegend hochpräsent ist, nachdem Schwarze zwei Polizeistreifen angriffen hatten.[8][9]

### Sonntag, 12. April 1981

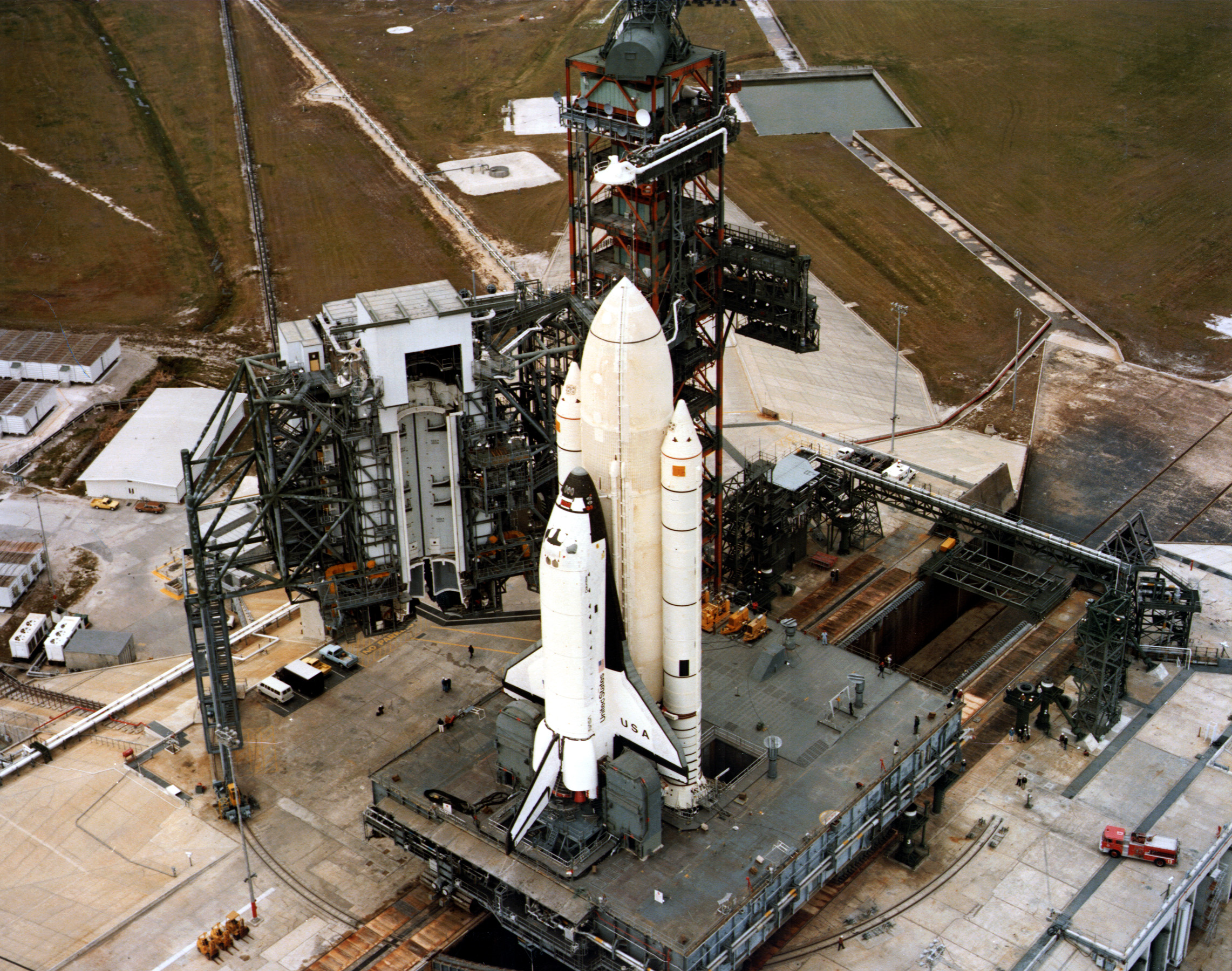
Die Columbia vor ihrem Jungfernflug

- Cape Canaveral/Vereinigte Staaten: Die Weltraumorganisation NASA startet den Jungfernflug der ersten Raumfähre der Welt. Das Fluggerät ist mit einem Treibstofftank verbunden, an welchen Raketen montiert wurden. Es soll ohne Tank und Raketen zum Ende der Mission zur Erde zurückkehren und später weitere Flüge in den Weltraum absolvieren, z. B. für Experimente an Bord oder um Satelliten auszusetzen. Das so genannte „Space Shuttle“ (deutsch „Weltraum-Pendelflugzeug“) trägt den Namen Columbia und startet 12.00 Uhr UTC erfolgreich in Florida.[10]
- London/Vereinigtes Königreich: In den Morgenstunden legen sich die am Vortag ausgebrochenen Unruhen zwischen Schwarzen und der Polizei  im Stadtteil Brixton. Zur Bilanz gehören 279 verletzte Polizisten und hunderte niedergebrannte Gebäude. Zur Anzahl von Verletzten aus der schwarzen Bevölkerung existieren stark variierende Angaben.[11]

### Donnerstag, 16. April 1981
- Berlin/Deutschland: Das Zentralkomitee der SED wählt Erich Honecker erneut zu seinem Generalsekretär. Die SED ist per Verfassung die einzige politische Kraft in der DDR mit Regierungsanspruch.[12]
- München/Deutschland: Der Bayerische Verwaltungsgerichtshof verhängt wegen zu hohen Flächenverbrauchs einen Baustopp für den Flughafen München in den Landkreisen Freising und Erding, mit dessen Bau vor fünf Monaten begonnen wurde. Der geplante Flughafen soll nach seiner Fertigstellung den Flughafen München-Riem ersetzen.[13]
- New York/Vereinigte Staaten: Zu Ehren des im Dezember 1980 in der Nähe des Central Parks ermordeten britischen Musikers John Lennon wird ein Teil des Parks in Strawberry Fields umbenannt. Strawberry Fields Forever ist ein von Lennon komponiertes Lied der Band The Beatles, deren bestimmende Figur er neben Paul McCartney war.[14]

### Dienstag, 21. April 1981
- Bern/Schweiz: Bei der 25. Eidgenössischen Viehzählung werden 545.045 weibliche Herdebuch-Rinder gezählt, rund 2.000 weniger als im Vorjahr, das einen Bestandsrekord vorweisen konnte. Die Milchleistung der Kühe erhöhte sich in den letzten 15 Jahren um 26,2 %.[15]

### Freitag, 24. April 1981
- Washington, D.C./Vereinigte Staaten: US-Präsident Ronald Reagan von der Republikanischen Partei gibt seine Entscheidung bekannt, das gegen die Sowjetunion wegen deren Intervention in Afghanistan verhängte Embargo von Agrarprodukten und Phosphaten aufzuheben, da es sein Ziel verfehle. Anfang 1980 erließ sein Amtsvorgänger Jimmy Carter von der Demokratischen Partei das Embargo, um die Sowjetunion zum Abzug ihrer Truppen aus Afghanistan zu bewegen. Reagan versprach im Wahlkampf zur Präsidentschaftswahl im November 1980 das Ende der Exportverbote.[16]

### Sonntag, 26. April 1981
- Göteborg/Schweden: Die Sowjetunion wird Eishockey-Weltmeister. Zweitplatzierter ist Schweden, das dem späteren Titelträger mit 1:13 unterlag.[17]
- Magdeburg/Deutschland: Die Herrenmannschaft des SC Magdeburg gewinnt den Europapokal der Landesmeister 1981 im Handball durch ein 29:18 im Finalrückspiel gegen Kolinska Slovan Ljubljana aus Jugoslawien. Das Hinspiel gewann Ljubljana mit 25:23.[18]
- Paris/Frankreich: Im ersten Durchgang zur Wahl des Präsidenten der Republik Frankreich stimmen 28,3 % der Wähler für Amtsinhaber Valéry Giscard d’Estaing von der UDF und 25,9 % für François Mitterrand von der Sozialistischen Partei. Beide werden am 10. Mai in einer Stichwahl aufeinandertreffen.[19]

### Donnerstag, 30. April 1981
- Kassel/Deutschland: In der Stadt der dritten Bundesgartenschau 1955 wird die 16. Bundesgartenschau eröffnet. Das Gelände umfasst die Karls- und die Fuldaaue, beide liegen nahe dem Kasseler Stadtzentrum.[20]

## Weblinks

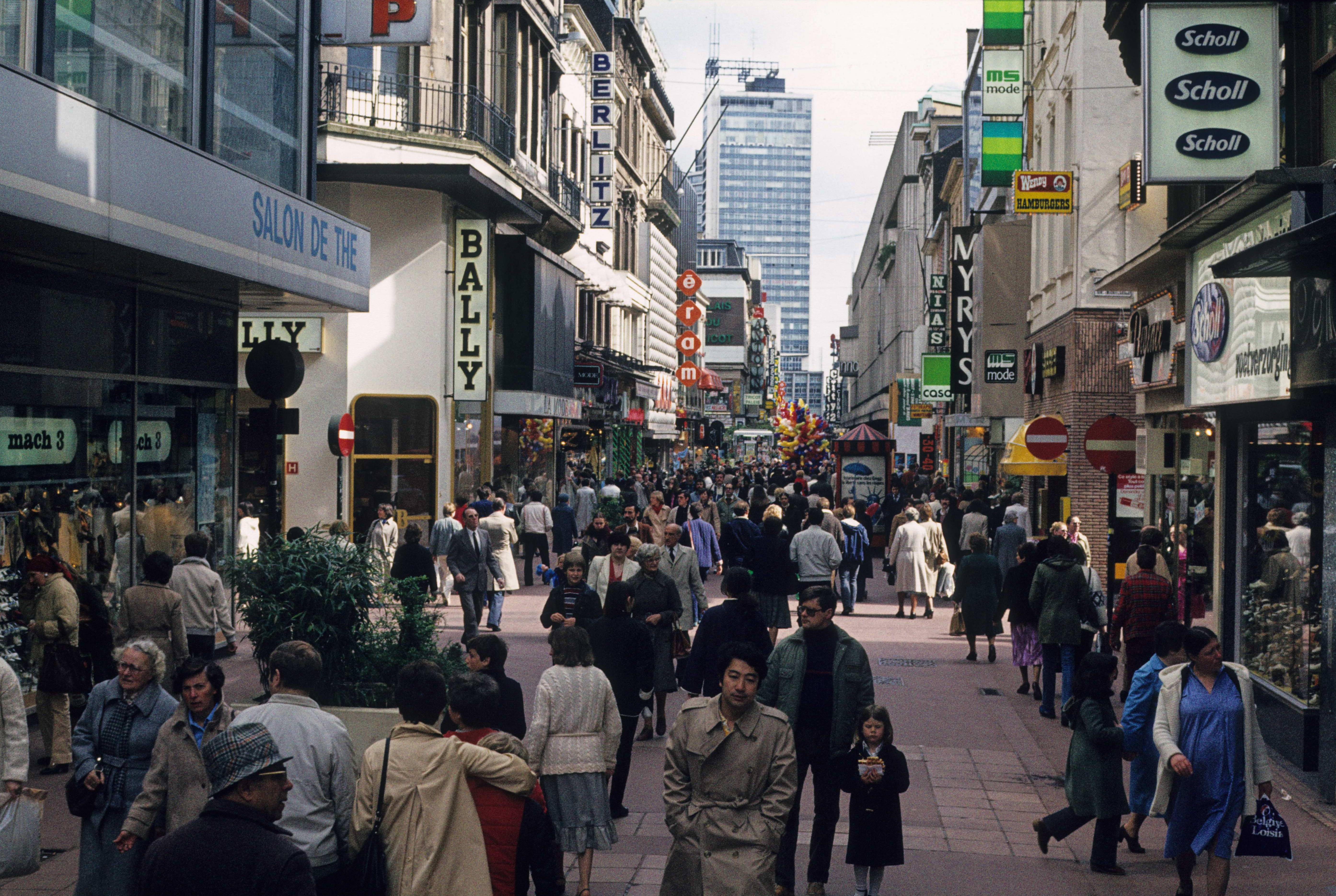
Brüssel im April 1981